# Meridiano 14 oeste
El meridiano 14° oeste de Greenwich es una línea de longitud que se extiende desde el Polo Norte atravesando el Océano Ártico, Groenlandia, Islandia, el Océano Atlántico, África, el océano Antártico y la Antártida hasta llegar al Polo Sur.
Este meridiano forma una gran círculo junto al meridiano 166 este.
Comenzando en el Polo Norte y dirigiéndose hacia el Polo Sur, este meridiano atraviesa:
| Coordenadas                       | País, territorio o mar | Notas                                                                              |
| --------------------------------- | ---------------------- | ---------------------------------------------------------------------------------- |
| 90°0′N 14°0′O / 90.000, -14.000   | Océano Ártico          |                                                                                    |
| 81°48′N 14°0′O / 81.800, -14.000  | Groenlandia            |                                                                                    |
| 81°1′N 14°0′O / 81.017, -14.000   | Océano Atlántico       | Mar de Groenlandia                                                                 |
| 65°36′N 14°0′O / 65.600, -14.000  | Islandia               |                                                                                    |
| 64°43′N 14°0′O / 64.717, -14.000  | Océano Atlántico       |                                                                                    |
| 28°43′N 14°0′O / 28.717, -14.000  | España                 | Isla de Fuerteventura                                                              |
| 28°12′N 14°0′O / 28.200, -14.000  | Océano Atlántico       |                                                                                    |
| 26°28′N 14°0′O / 26.467, -14.000  | Sáhara Occidental      | Reclamado por Marruecos                                                            |
| 21°20′N 14°0′O / 21.333, -14.000  | Mauritania             |                                                                                    |
| 16°21′N 14°0′O / 16.350, -14.000  | Senegal                |                                                                                    |
| 13°33′N 14°0′O / 13.550, -14.000  | Gambia                 |                                                                                    |
| 13°17′N 14°0′O / 13.283, -14.000  | Senegal                |                                                                                    |
| 12°40′N 14°0′O / 12.667, -14.000  | Guinea-Bisáu           |                                                                                    |
| 11°39′N 14°0′O / 11.650, -14.000  | Guinea                 |                                                                                    |
| 9°59′N 14°0′O / 9.983, -14.000    | Océano Atlántico       | Pasa justo al este de la Isla Ascensión, Santa Elena, Ascensión y Tristán de Acuña |
| 60°0′S 14°0′O / -60.000, -14.000  | Océano Antártico       |                                                                                    |
| 71°57′S 14°0′O / -71.950, -14.000 | Antártida              | Tierra de la Reina Maud, reclamada por Noruega                                     |